# یواخیم کرول
یواخیم کرول (آلمانی: Joachim Król؛ زادهٔ ۱۷ ژوئن ۱۹۵۷) بازیگر اهل آلمان است.
از فیلم‌ها یا برنامه‌های تلویزیونی که وی در آن نقش داشته است، می‌توان به هر کجا که باشی، پرنسس و سلحشور، لولا می‌دود، یک‌شنبه غم‌انگیز، پرنده‌های مهاجر، آدام زنده‌شد و آنه فرانک: تمام داستان اشاره کرد.